# Новиград Подравски
Новиград Подравски је насељено место и седиште истоимене општине у Копривничко-крижевачкој жупанији, Република Хрватска.

## Историја
До територијалне реорганизације у Хрватској налазио се у саставу бивше велике општине Копривница.

## Становништво
На попису становништва 2011. године, општина Новиград Подравски је имала 2.872 становника, од чега у самом Новиграду Подравском 1.914.

## Попис1991.
На попису становништва 1991. године, насељено место Новиград Подравски је имало 2.173 становника, следећег националног састава:
| Попис 1991.‍   | Попис 1991.‍  | Попис 1991.‍ | Попис 1991.‍ | Попис 1991.‍ |
| ------------- | ------------ | ----------- | ----------- | ----------- |
|               |              |             |             |             |
| Хрвати        | Хрвати       |             | 2.120       | 97,56%      |
| Срби          | Срби         |             | 25          | 1,15%       |
| Југословени   | Југословени  |             | 5           | 0,23%       |
| Албанци       | Албанци      |             | 2           | 0,09%       |
| Муслимани     | Муслимани    |             | 2           | 0,09%       |
| Словенци      | Словенци     |             | 2           | 0,09%       |
| Словаци       | Словаци      |             | 1           | 0,04%       |
| остали        | остали       |             | 1           | 0,04%       |
| неопредељени  | неопредељени |             | 3           | 0,13%       |
| непознато     | непознато    |             | 12          | 0,55%       |
| укупно: 2.173 |              |             |             |             |